# El columpio (Renoir)
El columpio es una pintura al óleo realizada por Auguste Renoir en 1876 y que actualmente se expone en el Museo de Orsay de París.
Un hombre de espaldas se dirige a una joven mujer de pie sobre un columpio, bajo los ojos de una niña y de un segundo hombre apoyado contra el tronco de un árbol. Renoir nos da la impresión de descubrir una conversación: fija, como en una instantánea fotográfica, el juego de las miradas que convergen hacia el hombre de espaldas. La joven mujer desvía la mirada, como estorbada. A este cuarteto del primer plano, responde el grupo de los cinco personajes al plano de atrás, que Renoir ha esbozado rápidamente en pocas pinceladas.
El columpio ofrece muchos puntos en común con Baile en el Moulin de la Galette. Los dos fueron ejecutados paralelamente durante el verano de 1876, en una cabaña que alquiló junto al popular Moulin de la Galette. Los modelos del columpio, Edmond, el hermano de August Renoir, el pintor Robert Goeneutte y Jeanne, una joven de Montmartre, figuran entre los bailarines del Baile. Una misma atmósfera de despreocupación impregna los dos cuadros. Como en el Baile, Renoir ha buscado sobre todo traducir los efectos del sol que iluminan la escena, filtrados a través del follaje, en particular sobre la ropa y el suelo. Esto desagradó particularmente a los críticos de la exposición impresionista de 1877. Sin embargo, el cuadro encontró un comprador: se trata de Gustave Caillebotte, que igualmente compró Baile en el Moulin de la Galette.